# Raliul Dakar
Raliul Dakar (franceză Rallye Dakar; cunoscut înainte sub numele de Raliul Paris-Dakar) este o competiție automobilistică și de motociclism off-road de tip rally ride organizată de Amaury Sport Organization (ASO). Majoritatea curselor începând cu ediția de debut s-au desfășurat pe traseul Paris, Franța - Dakar, Senegal, dar din cauza amenințărilor teroriste din Mauritania din 2008, raliul s-a mutat în America de Sud începând cu ediția din 2009, iar începând cu ediția din 2020 s-a mutat în Arabia Saudită.

## Istoric
Cursa a fost organizată în 1978, după ce Thierry Sabine s-a rătăcit în deșert și a decis că este un loc propice pentru a organiza un raliu regulat. Inițial cursa se desfășura pe traseul Paris, Franța - Dakar, Senegal, întreruptă de un transfer peste Marea Mediterană, dar în timp, din motive politice, traseul, punctul de plecare și cel de sosire au fost schimbate. Până în 1994 competiția începea de pe Champs-Élysées din Paris, dar în urma plângerilor primite de la primăria capitalei franceze a determinat ASO să înceapă și să finalizeze competiția la Euro Disney. După acest an punctul de plecare a raliului a variat.

## Lista traseelor urmate de raliu
- 1979–1980: Paris–Dakar
- 1981–1988: Paris–Alger–Dakar
- 1989: Paris–Tunis–Dakar
- 1990–1991: Paris–Tripoli–Dakar
- 1992: Paris–Cape Town
- 1993: Paris–Dakar
- 1994: Paris–Dakar–Paris
- 1995–1996: Granada–Dakar
- 1997: Dakar–Agadez–Dakar
- 1998: Paris–Granada–Dakar
- 1999: Granada–Dakar
- 2000: Dakar–Cairo
- 2001: Paris–Dakar
- 2002: Arras–Madrid–Dakar
- 2003: Marseille–Sharm el-Sheikh
- 2004: Clermont-Ferrand–Dakar
- 2005: Barcelona–Dakar
- 2006-2007: Lisabona–Dakar
- 2008: anulat
- 2009: Buenos Aires–Valparaíso–Buenos Aires[1]
- 2010: Buenos Aires-Antofagasta-Buenos Aires[2]
- 2011: Buenos Aires–Arica–Buenos Aires[3]
- 2012: Mar del Plata–Copiapo–Lima
- 2013 Lima–Tucumán–Santiago
- 2014 Rosario-Salta–Valparaíso
- 2015 Buenos Aires–Iquique-Buenos Aires
- 2016 Buenos Aires–Salta-Rosario
- 2017 Asunción–La Paz–Buenos Aires
- 2018 Lima–La Paz–Córdoba
- 2019 Lima–Lima
- 2020 Jeddah–Al-Qiddiya
- 2021 Jeddah–Jeddah
- 2022 Ha'il–Jeddah
- 2023 Yanbu–Dammam
- 2024 Al-'Ula–Yanbu

## Lista câștigătorilor

### Mașini, motociclete și camioane
| Anul | Auto                                   | Auto                         | Moto                 | Moto                          | Camioane                                           | Camioane        | Ruta                                    |
| Anul | Pilot Copilot                          | Marca și model               | Pilot                | Marca și model                | Șofer                                              | Marca           | Ruta                                    |
| ---- | -------------------------------------- | ---------------------------- | -------------------- | ----------------------------- | -------------------------------------------------- | --------------- | --------------------------------------- |
| 2025 | Yazeed Al-Rajhi Timo Gottschalk        | Toyota Hilux Overdrive       | Daniel Sanders       | KTM 450 Rally Factory         |                                                    |                 | Bisha–Shubaytah                         |
| 2024 | Carlos Sainz Lucas Cruz                | Audi RS Q e-tron             | Ricky Brabec         | Honda CRF 450 Rally           | Martin Macík František Tomášek David Švanda        | Iveco PowerStar | Al-'Ula–Yanbu                           |
| 2023 | Nasser Al-Attiyah Mathieu Baumel       | Toyota GR DKR Hilux          | Kevin Benavides      | KTM 450 Rally Factory Replica | Janus van Kasteren Darek Rodewald Marcel Snijders  | Iveco PowerStar | Yanbu–Dammam                            |
| 2022 | Nasser Al-Attiyah Mathieu Baumel       | Toyota GR DKR Hilux          | Sam Sunderland       | Gas Gas 450 Rally             | Dmitri Sotnikov Ruslan Amhmadeev Ilghiz Ahmețianov | Kamaz K5 435091 | Ḥaʼil–Jeddah                            |
| 2021 | Stéphane Peterhansel Édouard Boulanger | Mini John Cooper Works Buggy | Kevin Benavides      | Honda CRF 450 Rally           | Dmitri Sotnikov Ruslan Amhmadeev Ilghiz Ahmețianov | Kamaz 43509     | Jeddah– -Ḥaʼil                          |
| 2020 | Carlos Sainz Lucas Cruz                | Mini John Cooper Works Buggy | Ricky Brabec         | Honda CRF 450 Rally           | Andrei Karghinov Andrei Mokeev Igor Leonov         | Kamaz 43509     | Jeddah– -Riyadh– -Qiddiya               |
| 2019 | Nasser Al-Attiyah Mathieu Baumel       | Toyota Hilux Dakar           | Toby Price           | KTM 450 Rally                 | Eduard Nikolaev Evgheni Iakovlev Vladimir Rîbakov  | Kamaz 43509     | Lima– -Lima                             |
| 2018 | Carlos Sainz Lucas Cruz                | Peugeot 3008 DKR Maxi        | Matthias Walkner     | KTM 450 Rally Replica         | Eduard Nikolaev Evgheni Iakovlev Vladimir Rîbakov  | Kamaz 4326      | Lima– La Paz– Córdoba                   |
| 2017 | Stéphane Peterhansel Jean-Paul Cottret | Peugeot 3008 DKR             | Sam Sunderland       | KTM 450 Rally                 | Eduard Nikolaev Evgeny Yakovlev Vladimir Rybakov   | Kamaz 4326      | Asunción– La Paz– Buenos Aires          |
| 2016 | Stéphane Peterhansel Jean-Paul Cottret | Peugeot 2008 DKR             | Toby Price           | KTM 450 Rally                 | Gerard de Rooy Moises Torrallardona Darek Rodewald | Iveco PowerStar | Buenos Aires– Salta- Rosario            |
| 2015 | Nasser Al-Attiyah Matthieu Baumel      | Mini All 4 Racing            | Marc Coma            | KTM 450 Rally                 | Ayrat Mardeev Aydar Belyaev Dmitriy Svistunov      | Kamaz           | Buenos Aires– Iquique- Buenos Aires     |
| 2014 | Nani Roma Michel Périn                 | Mini All 4 Racing            | Marc Coma            | KTM 450 Rally                 | Andrey Karginov Andrey Mokeev Igor Devyatkin       | Kamaz           | Rosario- Salta– Valparaíso              |
| 2013 | Stéphane Peterhansel Jean-Paul Cottret | Mini All 4 Racing            | Cyril Despres        | KTM 450 Rally                 | Eduard Nikolaev Sergey Savostin Vladimir Rybakov   | Kamaz           | Lima– Tucumán– Santiago                 |
| 2012 | Stéphane Peterhansel Jean-Paul Cottret | Mini All 4 Racing            | Cyril Despres        | KTM 450 Rally                 | Gerard de Rooy Tom Colsoul Darek Rodewald          | Iveco PowerStar | Mar del Plata– Arica– Lima              |
| 2011 | Nasser Al-Attiyah Timo Gottschalk      | Volkswagen Touareg           | Marc Coma            | KTM 450 Rally                 | Vladimir Chagin                                    | Kamaz           | Buenos Aires- Arica- Buenos Aires       |
| 2010 | Carlos Sainz Lucas Cruz                | Volkswagen Touareg           | Cyril Despres        | KTM 690 Rally                 | Vladimir Chagin                                    | Kamaz           | Buenos Aires- Antofagasta- Buenos Aires |
| 2009 | Giniel de Villiers Dirk Von Zitzewitz  | Volkswagen Touareg           | Marc Coma            | KTM 690 Rally                 | Firdaus Kabirov                                    | Kamaz           | Buenos Aires- Valparaiso- Buenos Aires  |
| 2008 | Anulat                                 | Anulat                       | Anulat               | Anulat                        | Anulat                                             | Anulat          | Anulat                                  |
| 2007 | Stéphane Peterhansel Jean-Paul Cottret | Mitsubishi Pajero            | Cyril Despres        | KTM 690 Rally                 | Hans Stacey                                        | MAN             | Lisabona-Dakar                          |
| 2006 | Luc Alphand Gilles Picard              | Mitsubishi Pajero            | Marc Coma            | KTM LC4 660R                  | Vladimir Chagin                                    | Kamaz           | Lisabona-Dakar                          |
| 2005 | Stéphane Peterhansel Jean-Paul Cottret | Mitsubishi Pajero            | Cyril Despres        | KTM LC4 660R                  | Firdaus Kabirov                                    | Kamaz           | Barcelona-Dakar                         |
| 2004 | Stéphane Peterhansel Jean-Paul Cottret | Mitsubishi Pajero            | Nani Roma            | KTM LC4 660R                  | Vladimir Chagin                                    | Kamaz           | Clermont-Ferrand-Dakar                  |
| 2003 | Hiroshi Masuoka Andrea Schulz          | Mitsubishi Pajero            | Richard Sainct       | KTM LC4 660R                  | Vladimir Chagin                                    | Kamaz           | Marseille-Sharm el Sheikh               |
| 2002 | Hiroshi Masuoka Pascal Maimon          | Mitsubishi Pajero            | Fabrizio Meoni       | KTM LC8 950R                  | Vladimir Chagin                                    | Kamaz           | Arras-Madrid-Dakar                      |
| 2001 | Jutta Kleinschmidt Andrea Schulz       | Mitsubishi Pajero            | Fabrizio Meoni       | KTM LC4 660R                  | Karel Loprais                                      | Tatra           | Paris-Dakar                             |
| 2000 | Jean-Louis Schlesser Henri Magne       | Schlesser-Renault Buggy      | Richard Sainct       | BMW F650RR                    | Vladimir Chagin                                    | Kamaz           | Paris-Dakar-Cairo                       |
| 1999 | Jean-Louis Schlesser Philippe Monnet   | Schlesser-Renault Buggy      | Richard Sainct       | BMW F650RR                    | Karel Loprais                                      | Tatra           | Granada-Dakar                           |
| 1998 | Jean-Pierre Fontenay Gilles Picard     | Mitsubishi Pajero            | Stéphane Peterhansel | Yamaha YZE850T                | Karel Loprais                                      | Tatra           | Paris-Granada-Dakar                     |
| 1997 | Kenjiro Shinozuka Henri Magne          | Mitsubishi Pajero            | Stéphane Peterhansel | Yamaha YZE850T                | Peter Reif                                         | Hino            | Dakar-Agades-Dakar                      |
| 1996 | Pierre Lartigue Michel Perin           | Citroën ZX                   | Edi Orioli           | Yamaha YZE850T                | Viktor Moskovskikh                                 | Kamaz           | Granada-Dakar                           |
| 1995 | Pierre Lartigue Michel Perin           | Citroën ZX                   | Stéphane Peterhansel | Yamaha YZE850T                | Karel Loprais                                      | Tatra           | Granada-Dakar                           |
| 1994 | Pierre Lartigue Michel Perin           | Citroën ZX                   | Edi Orioli           | Cagiva Elefant 900            | Karel Loprais                                      | Tatra           | Paris-Dakar-Paris                       |
| 1993 | Bruno Saby Dominique Seriyes           | Mitsubishi Pajero            | Stéphane Peterhansel | Yamaha YZE850T                | Francesco Perlini                                  | Perlini         | Paris-Dakar                             |
| 1992 | Hubert Auriol Philippe Monnet          | Mitsubishi Pajero            | Stéphane Peterhansel | Yamaha YZE850T                | Francesco Perlini                                  | Perlini         | Paris-Sirt-Cape Town                    |
| 1991 | Ari Vatanen Bruno Berglund             | Citroën ZX                   | Stéphane Peterhansel | Yamaha YZE750T                | Jacques Houssat                                    | Perlini         | Paris-Tripoli-Dakar                     |
| 1990 | Ari Vatanen Bruno Berglund             | Peugeot 405 T16              | Edi Orioli           | Cagiva Elefant 900            | Villa                                              | Perlini         | Paris-Tripoli-Dakar                     |
| 1989 | Ari Vatanen Bruno Berglund             | Peugeot 405 T16              | Gilles Lalay         | Honda NXR800V                 |                                                    |                 | Paris-Tunis-Dakar                       |
| 1988 | Juha Kankkunen Juha Piironen           | Peugeot 205 T16              | Edi Orioli           | Honda NXR800V                 | Karel Loprais                                      | Tatra           | Paris-Alger-Dakar                       |
| 1987 | Ari Vatanen Bernard Giroux             | Peugeot 205 T16              | Cyril Neveu          | Honda NXR750V                 | Jan de Rooy                                        | DAF             | Paris-Alger-Dakar                       |
| 1986 | René Metge Dominique Lemoyne           | Porsche 959                  | Cyril Neveu          | Honda NXR750V                 | Giacomo Vismara                                    | Mercedes-Benz   | Paris-Alger-Dakar                       |
| 1985 | Patrick Zaniroli Jean Da Silva         | Mitsubishi Pajero            | Gaston Rahier        | BMW GS980R                    | Karl-Friedrich Capito                              | Mercedes-Benz   | Paris-Alger-Dakar                       |
| 1984 | René Metge Dominique Lemoyne           | Porsche 911                  | Gaston Rahier        | BMW GS980R                    | Pierre Lalleu                                      | Mercedes-Benz   | Paris-Alger-Dakar                       |
| 1983 | Jacky Ickx Claude Brasseur             | Mercedes 280 G               | Hubert Auriol        | BMW GS980R                    | Georges Groine                                     | Mercedes-Benz   | Paris-Alger-Dakar                       |
| 1982 | Claude Marreau Bernard Marreau         | Renault 20                   | Cyril Neveu          | Honda XR550                   | Georges Groine                                     | Mercedes-Benz   | Paris-Alger-Dakar                       |
| 1981 | René Metge Bernard Giroux              | Range Rover                  | Hubert Auriol        | BMW GS800R                    | Adrien Villette                                    | ALM/ACMAT       | Paris-Dakar                             |
| 1980 | Freddy Kottulinsky Gerd Löffelmann     | Volkswagen Iltis             | Cyril Neveu          | Yamaha XT500                  | Ataquat                                            | Sonacome        | Paris-Dakar                             |
| 1979 | Alain Génestier Joseph Terbiaut        | Range Rover                  | Cyril Neveu          | Yamaha XT500                  | fără camioane                                      | fără camioane   | Paris-Dakar                             |

Sursa

### Quad-uri și ATV-uri
| Anul | Traseul                                 | Quad-uri             | Quad-uri          | ATV-uri                          | ATV-uri             |
| Anul | Traseul                                 | Pilotul              | Marca și Modelul  | Pilotul Co-pilotul               | Marca și Modelul    |
| ---- | --------------------------------------- | -------------------- | ----------------- | -------------------------------- | ------------------- |
| 2018 | Lima– La Paz– Córdoba                   | Ignacio Casale       | Yamaha Raptor 700 | Reinaldo Varela Gustavo Gugelmin | Can-Am              |
| 2017 | Asunción– La Paz– Buenos Aires          | Sergey Karyakin      | Yamaha Raptor 700 | Leandro Torres Lourival Roldan   | Polaris RZR 1000 XP |
| 2016 | Buenos Aires– Salta- Rosario            | Marcos Patronelli    | Yamaha            | Not held                         | Not held            |
| 2015 | Buenos Aires– Iquique- Buenos Aires     | Rafał Sonik          | Yamaha            | Not held                         | Not held            |
| 2014 | Rosario- Salta– Valparaíso              | Ignacio Casale       | Yamaha            | Not held                         | Not held            |
| 2013 | Lima– Tucumán– Santiago                 | Marcos Patronelli    | Yamaha            | Not held                         | Not held            |
| 2012 | Mar del Plata– Arica– Lima              | Alejandro Patronelli | Yamaha Raptor 700 | Not held                         | Not held            |
| 2011 | Buenos Aires– Arica– Buenos Aires       | Alejandro Patronelli | Yamaha            | Not held                         | Not held            |
| 2010 | Buenos Aires– Antofagasta– Buenos Aires | Marcos Patronelli    | Yamaha            | Not held                         | Not held            |
| 2009 | Buenos Aires– Valparaiso– Buenos Aires  | Josef Macháček       | Yamaha            | Not held                         | Not held            |

Sursa:

## Galerie

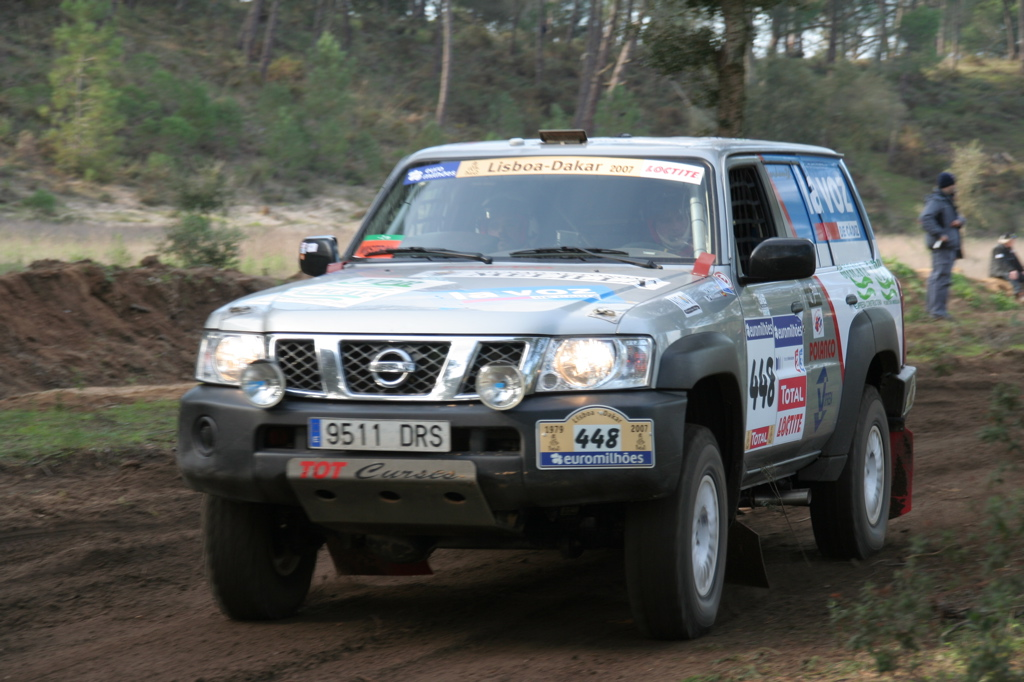
Nissan Patrol  Lisabona-Dakar 2007.
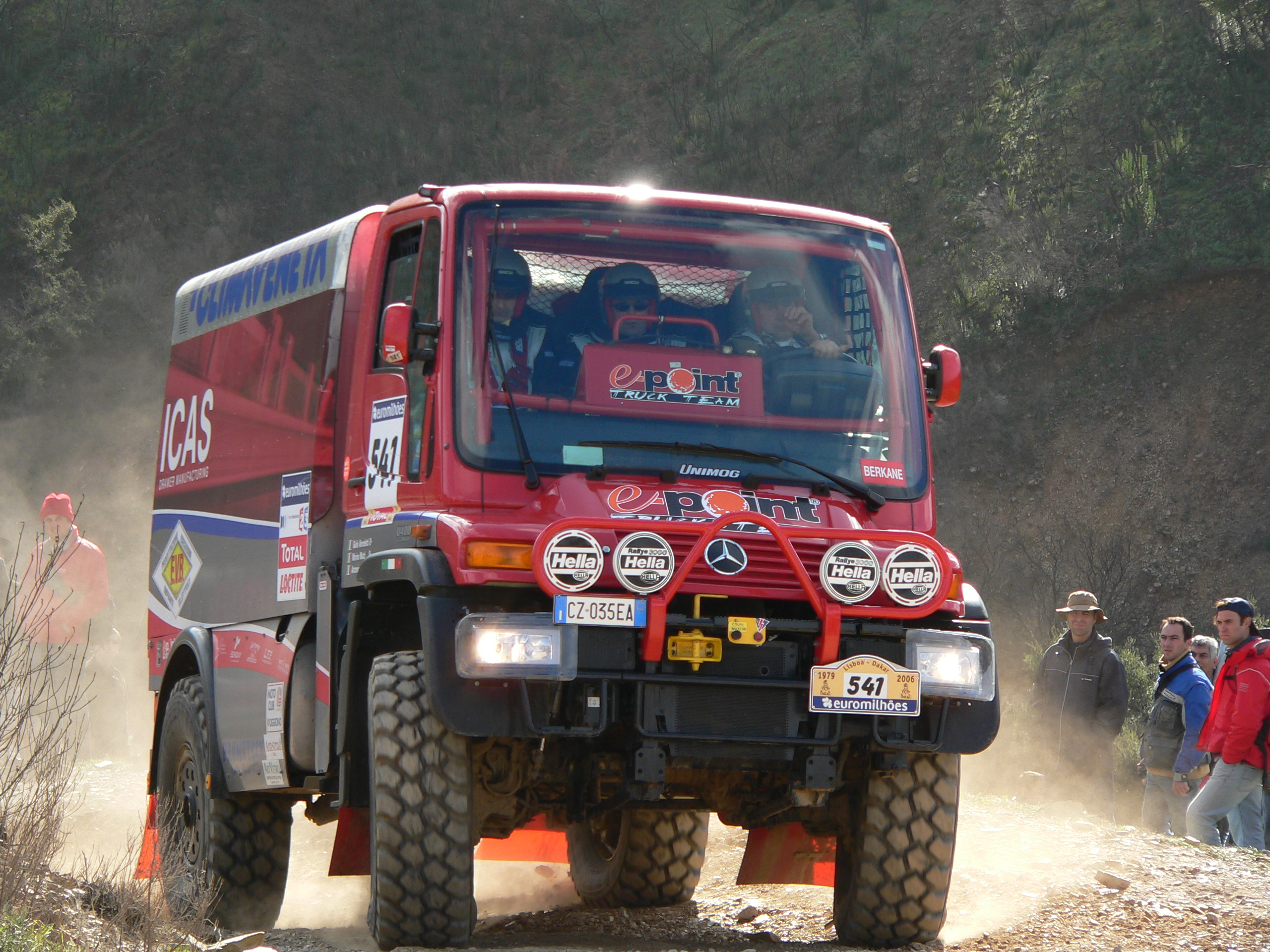
Unimog U400L n.541 Lisabona-Dakar 2006.
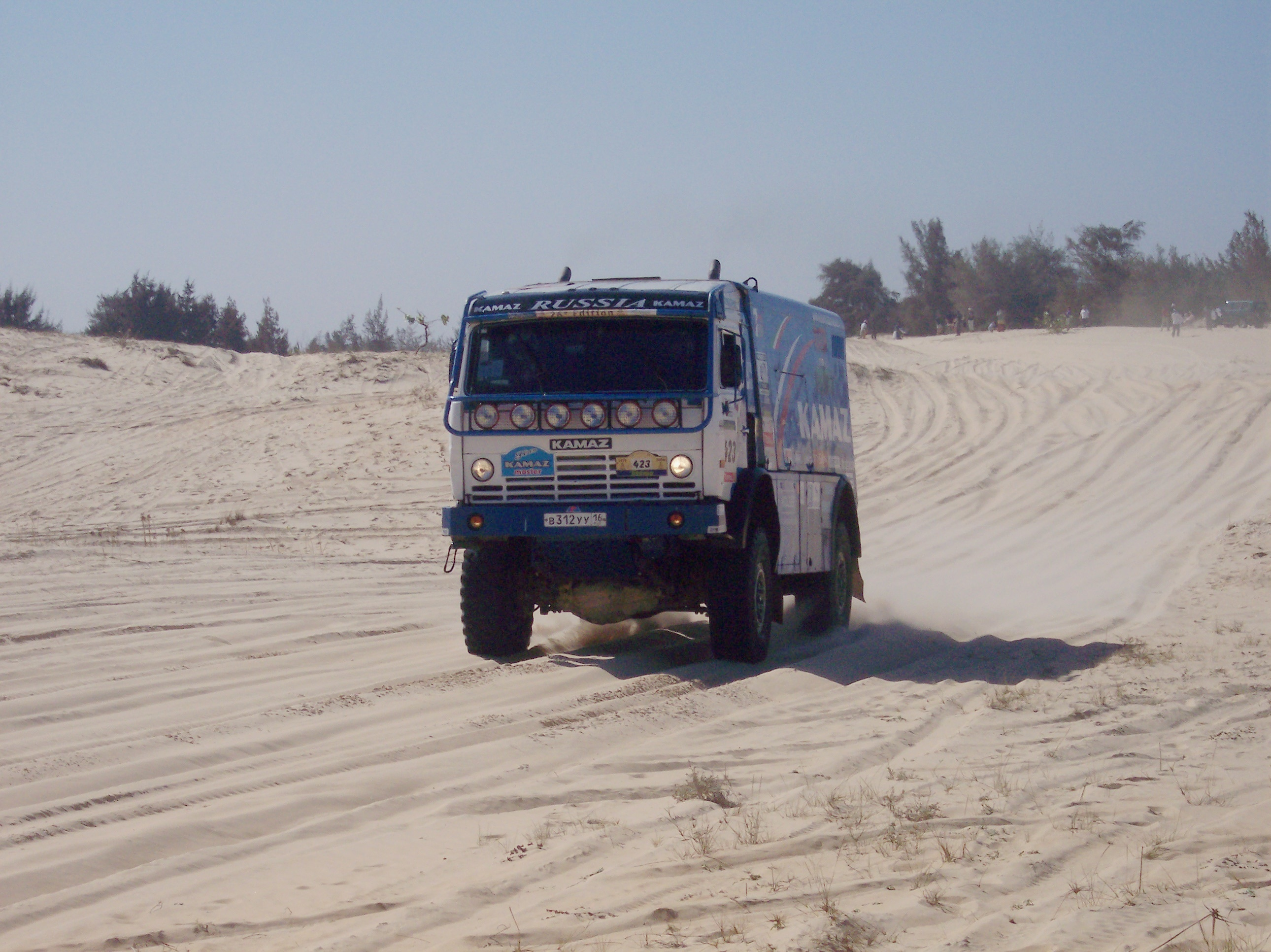
Kamaz 4911 rusesc, de 8 ori câștigător al raliului.
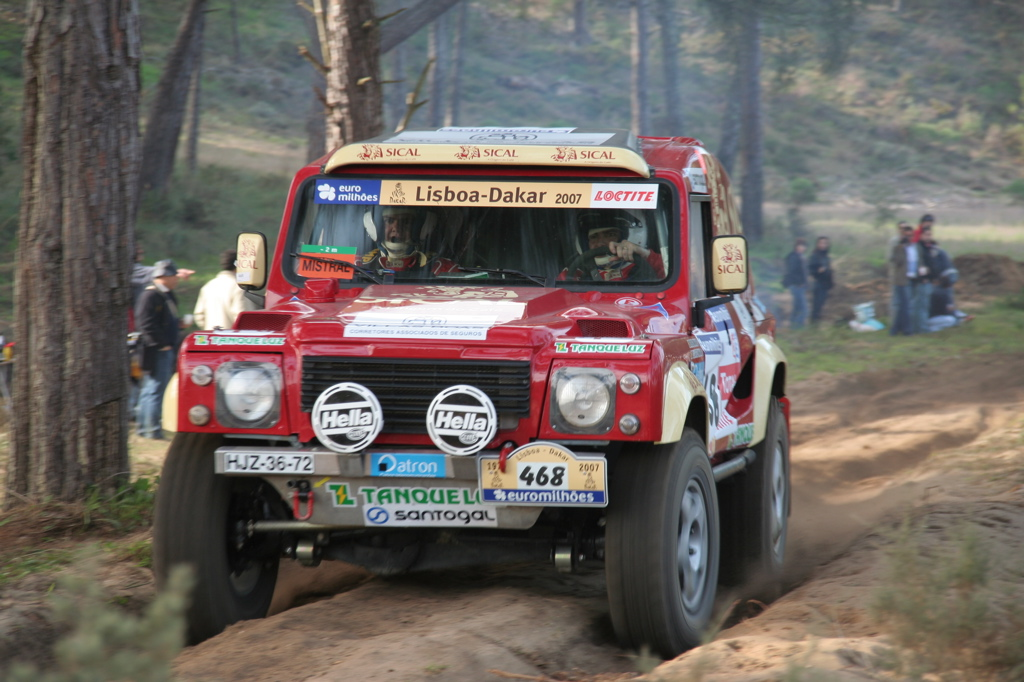
Bowler Wildcat în 2007.
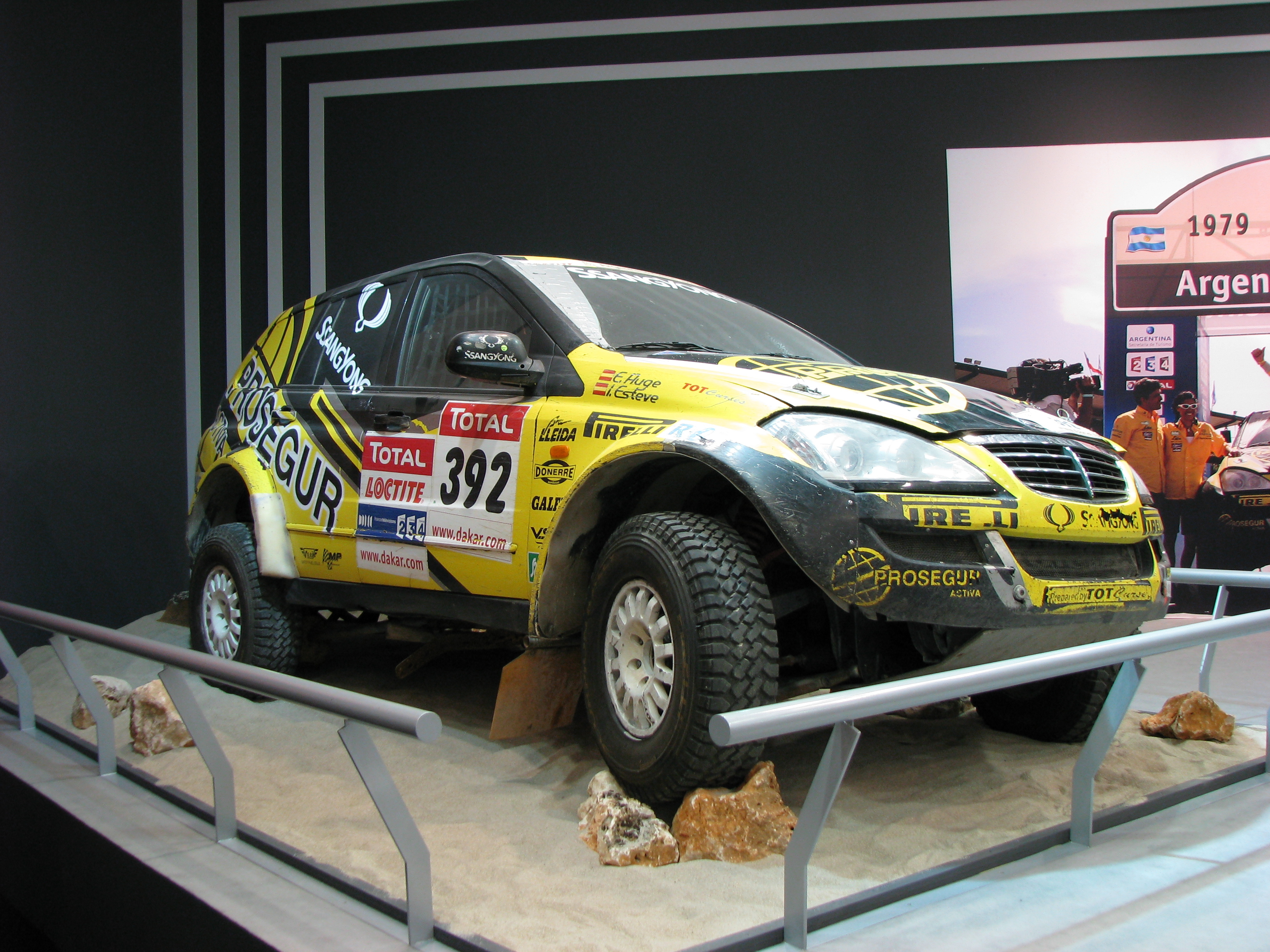
SsangYong Kyron condus de Isidre Esteve Pujol în 2009.